# Bielschitza
Il Bielschitza (in tedesco: Bielschitza) con 1.959 m s.l.m. è una montagna della catena delle Caravanche, posta nei comuni austriaci di Ferlach e Feistritz im Rosental.